# Шелехова Галина Тарасівна
Шелехова Галина Тарасівна (нар. 22 березня 1951, с. Тарасівка Києво-Святошинського р-ну Київської області) — науковець-методист, автор багатьох поколінь підручників з української мови, кандидат педагогічних наук, старший науковий співробітник, Відмінник освіти України.

## Життєпис
Галина Тарасівна Шелехова народилася 22 березня 1951, с. Тарасівка Києво-Святошинського р-ну Київської області) у сім’ї робітників. Навчалася у Тарасівській восьмирічній школі Києво-Святошинського району Київської області та в школі - № 173 м. Києва (1966-1968), після закінчення якої один рік працювала старшою піонервожатою Тарасівської восьмирічної школи.

## Професійна діяльність
- 1969-1974 — навчання у Київському державному педагогічному інституті імені О. М. Горького на філологічному факультеті (українське відділення) за спеціальністю «Учитель української мови і літератури середньої школи»

- 1969 — старший лаборант відділів педагогічної соціології, методики математики в Інституті педагогіки НАПН України

- 1979 —  молодший науковий співробітник Інституту педагогіки НАПН України

- 1989 — науковим,  а  з квітня 1998 року – старшим науковим співробітником лабораторії навчання української мови

- 1996 — захист кандидатської дисертації

- 2004 і по теперішній час — завідувач лабораторії навчання української мови. За сумісництвом працювала вчителем української мови і літератури (5-7 класи) в середній школі  № 20 м. Києва в Оболонському районі.

## Наукова, педагогічна та навчально-методична робота
Автор і співавтором понад 200 друкованих праць, серед яких підручники української (рідної) мови для 5-11 класів, методичні посібники з розвитку зв'язного мовлення для 5-7-х, 10-11-х класів, посібник для вчителя до підручника для 10-11-х класів, робочі зошити з рідної мови для 5-11-х класів, збірник диктантів для державної підсумкової атестації,  збірники переказів із творчим завданням для випускних екзаменів, збірники переказів для державної підсумкової атестації з української мови,  тестові завдання для 5-11 класів, посібники для незалежного зовнішнього оцінювання навчальних досягнень учнів з української мови, посібник-репетитор для підготовки до НЗО;  низка чинних  програм з української мови для основної і старшої школи (1985 — 2011); співавтором концепцій навчання державної мови в середніх загальноосвітніх навчальних закладах, Державного стандарту з української мови, автор  численних статей  у фахових журналах і збірниках наукових праць. 
Нині  працювала у складі творчої групи  з розроблення  нової Концепції мовної освіти в Україні, проекту нової редакції  Державного стандарту з мови.
Виконує обов’язки  вченого секретаря спеціалізованої вченої ради із спеціальності 13.00.02 із захисту кандидатських дисертацій, члена науково-методичної комісії з української мови при МОНМС України, заступника головного редактора фахового журналу “Українська мова і література в школі”; неодноразово була головою  і заступником голови журі  Всеукраїнського конкурсу «Учитель року» в номінації «Українська мова і література»,  заступником голови журі  Міжнародного  конкурсу знавців української мови імені Петра Яцика та ін .
Займається розробкою змісту і технології навчання у старшій школі, бере участь у створенні електронних посібників для учнів 7–11 класів.
Здійснює наукове керівництво аспірантами і здобувачами наукового ступеня.

## Нагороди
- Почесною грамотою Кабінету Міністрів України,
- Почесними грамотами Міністерства освіти і науки  України,
- Почесними грамотами Академії педагогічних наук України, Інституту педагогіки,
- нагороджена нагрудним знаком «Відмінник освіти України»
- нагороджена медаллю Міністерства освіти  і науки України «За наукові досягнення»,
- нагороджена значком НАПН України «К. Д. Ушинський» за багаторічну сумлінну працю, значний особистий внесок у розвиток педагогічної освіти.